# Juan Parras del Moral
Juan Parras del Moral (Torredelcampo, Jaén, 25 de setembre de 1889 - Barcelona, 9 de setembre de 1973) fou un compositor i guitarrista espanyol.

## Biografia
Fou principalment autodidacta, però estudià en companyia d'Andrés Segovia per espai de set anys per perfeccionar la seva tècnica. A disset anys va fer el seu primer concert en el teatre Gran Capitán de Còrdova, i a partir de llavors la seva activitat anà sempre en augment, oferint nombrosos concerts a Espanya i Alemanya.
L'octubre de 1931 fou nomenat per oposició professor de guitarra de l'Escola Municipal de Música de Barcelona, actual Conservatori de la ciutat. En aquelles oposicions va obtenir millor puntuació que la guitarrista Rosa Rodés i Mir. El seu ingrés oficial a l'Escola va tenir lloc l'1 de novembre d'aquell any. L'any 1952 va passar a ser catedràtic a la mateixa Escola.
Va compondre: Bocetos andaluses (ampliada per a orquestra); Jota (variacions aragoneses) quasi totes enregistrades en disc.